# Arrondissement de Ratisbonne
L'arrondissement de Ratisbonne est un arrondissement (Landkreis en allemand) de Bavière (Allemagne) situé dans le district (Regierungsbezirk en allemand) du Haut-Palatinat. Son chef lieu est Ratisbonne.

## Villes, communes & communautés d'administration
(nombre d'habitants en 2006)
| Städte 1. Hemau (8 584) 2. Neutraubling (12 567) 3. Wörth an der Donau (4 504) Märkte 1. Beratzhausen (5 677) 2. Donaustauf (3 761) 3. Kallmünz (2 896) 4. Laaber (5 191) 5. Lappersdorf (12 896) 6. Nittendorf (9 807) 7. Regenstauf (14 957) 8. Schierling (7 197) Gemeindefreie Gebiete (58,52 km²) 1. Forstmühler Forst (29,19 km²) 2. Kreuther Forst (7,76 km²) 3. Pielenhofer Wald rechts der Naab (5,39 km²) 4. Schwaighauser Forst (16,18 km²) 5. Waxenberger Forst-West (dissous le 1er juillet 2000) | Gemeinden 1. Alteglofsheim (3 182) 2. Altenthann (1 562) 3. Aufhausen (1 744) 4. Bach an der Donau (1 816) 5. Barbing (4 718) 6. Bernhardswald (5 649) 7. Brennberg (1 840) 8. Brunn (1 340) 9. Deuerling (2 094) 10. Duggendorf (1 639) 11. Hagelstadt (1 997) 12. Holzheim am Forst 13. Mintraching (4 723) 14. Mötzing (1 498) 15. Obertraubling (7 361) 16. Pentling (6 099) 17. Pettendorf (3 259) 18. Pfakofen (1 579) 19. Pfatter (3 123) 20. Pielenhofen (1 380) 21. Riekofen (814) 22. Sinzing (6 841) 23. Sünching (1 986) 24. Tegernheim (4 589) 25. Thalmassing (3 419) 26. Wenzenbach (8 209) 27. Wiesent (2 543) 28. Wolfsegg (1 494) 29. Zeitlarn (5 828) | Verwaltungsgemeinschaften 1. Alteglofsheim (Communes Alteglofsheim et Pfakofen) 2. Donaustauf (Markt Donaustauf et les communes Altenthann et Bach an der Donau) 3. Kallmünz (Markt Kallmünz et les communes Duggendorf et Holzheim am Forst) 4. Laaber (Markt Laaber et les communes Brunn et Deuerling) 5. Pielenhofen-Wolfsegg (Communes Pielenhofen et Wolfsegg) 6. Sünching (Communes Aufhausen, Mötzing, Riekofen et Sünching) 7. Wörth an der Donau (Ville Wörth an der Donau et commune Brennberg) |